# Beesd vasútállomás
Beesd vasútállomás vasútállomás Hollandiában, West Betuwe településen. Az állomást az Nederlandse Spoorwegen üzemelteti.

## Vasútvonalak
Az állomást az alábbi vasútvonalak érintik:
- MerwedeLingelijn
- Elst-Dordrecht-vasútvonal

## Kapcsolódó állomások
A vasútállomáshoz az alábbi állomások vannak a legközelebb:
- Leerdam vasútállomás
- Geldermalsen vasútállomás